# Bendanpete
Bendanpete is een bestuurslaag in het regentschap Jepara van de provincie Midden-Java, Indonesië. Bendanpete telt 3460 inwoners (volkstelling 2010).